# Nara Institute of Science and Technology

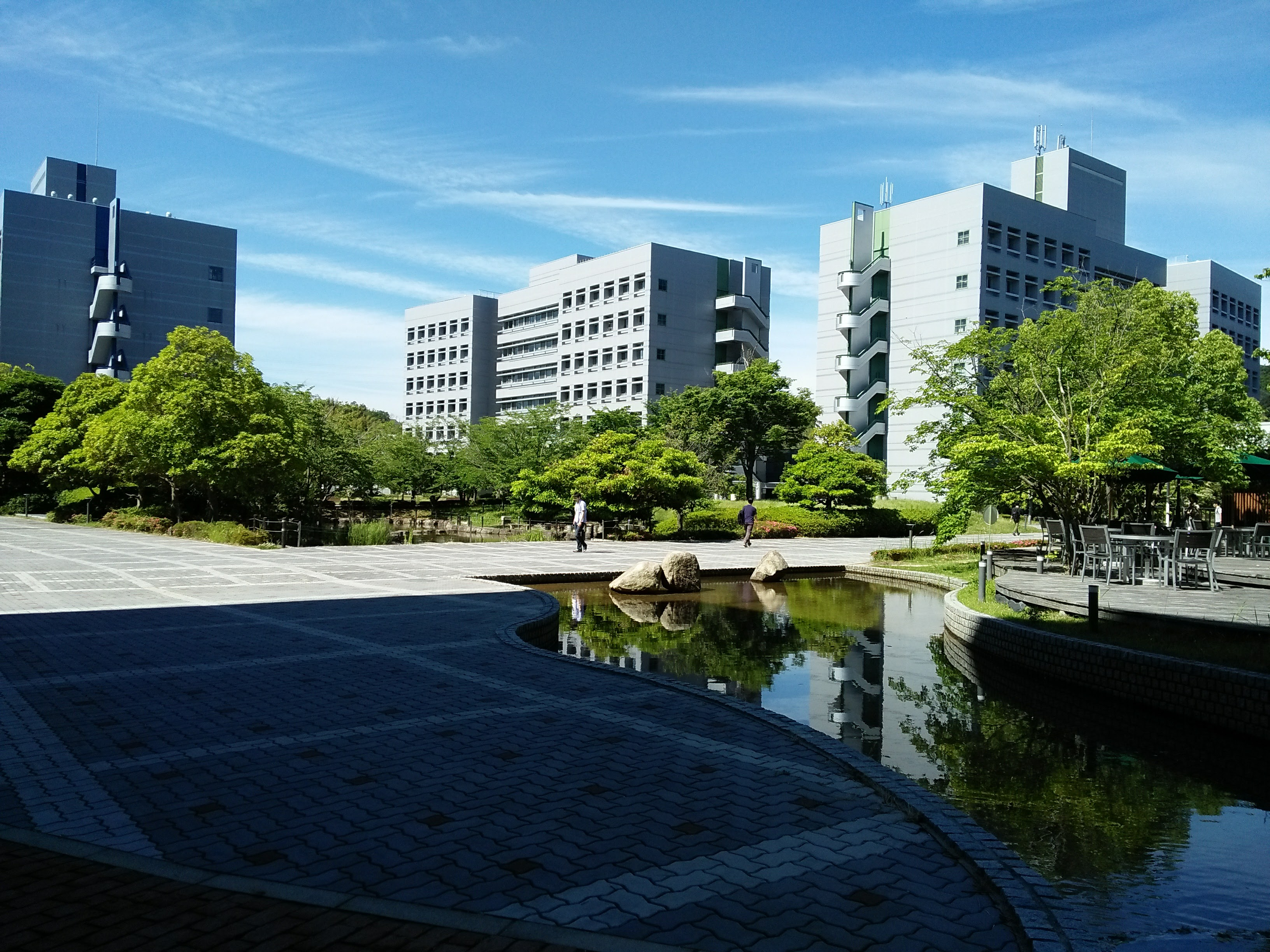
NAIST (2017)

Das Nara Institute of Science and Technology (engl. für jap. 奈良先端科学技術大学院大学 Nara sentan kagaku gijutsu daigakuin daigaku, dt. „Graduiertenuniversität für Fortgeschrittene Wissenschaft und Technologie Nara“, kurz: NAIST) ist eine staatliche Universität in Ikoma in der Präfektur Nara (Japan).
Weil die Universität eine Graduiertenuniversität ist, fehlen ihr die Bachelorstudiengänge; sie besteht aus Masterstudiengängen und Doktorkursen.
Die Universität wurde im Oktober 1991 gegründet, und 1993 betraten die ersten Studenten die Masterstudiengänge, 1995 dann die Doktorkurse.

## Fakultäten
- Graduiertenschule für Fortgeschrittene Wissenschaft und Technologie (Masterstudiengänge und Doktorkurse)
  - Division für Informationswissenschaft
  - Division für Biologische Wissenschaft
  - Division für Materialwissenschaft